# 데이빗 홀즈먼의 일기
데이빗 홀즈먼의 일기(David Holzman's Diary)는 미국에서 제작된 짐 맥브라이드 감독의 1967년 영화이다. L.M. 킷 카슨 등이 주연으로 출연하였다.

## 출연

### 주연
- L.M. 킷 카슨
- 에일린 다이어츠

### 조연
- 로렌조 맨스
- 미셀 레빈
- 잭 바런